# Nadrealizem
Nadrealízem ali surrealízem je filozofska in umetniška smer, ki je nastala v 20. letih 20. stoletja. 
Izraz je Appollinaireova skovanka - nadrealizem je razumel kot nasprotje posnemanja narave (naturalizma). Pojem je na novo opredelil Breton kot prikazovanje nadnaravnega, nedoumljivega in izražanje višje stvarnosti v obliki asociacij pod vplivom nezavednih duševnih mehanizmov. 
Predstavniki na področju slikarstva so Salvador Dalí, Pierre Tanguy (imaginarne krajine in bitja), Joan Miró (poskušal prikazati sanje), Ernst, Magritte (simbolizem).
Dela vsebujejo elemente presenečenja, nepričakovanih postavitev in humor. Mnogo surrealističnih umetnikov in literatov gleda na svoje delo kot izražanje filozofskih idej skozi njihove umetnine. Voditelj André Breton je jasno zagovarjal surrealizem kot vrh vseh revolucionarnih gibanj. Surrealizem je razvil središče v Parizu in se od 20-ih let dalje od tod širil naprej po svetu.
Surrealizem se je razvil iz dadaizma, ki je pred prvo svetovno vojno ustvarjal anti-umetnost, ki je nasprotovala zavestnemu razlogu, navdihu risanja; toda surrealizem ni poudarjal negacije, ampak pozitivno izražanje. Gibanje je predstavljalo reakcijo na destrukcijo, povzročeno s strani racionalistov, ki so vodili evropsko kulturo in politiko v prihodnosti ter dosegli višek med grozotami prve svetovne vojne. Sklicujoč se na Andréja Bretona, je bil nadrealizem sredstvo za ponovno združitev zavednega in nezavednega tako povsem, da bi se svetova sanj in fantazij združila v vsakdanjem realnem svetu v »absolutno realnost, surrealnost«. Zaradi pogostega risanja po teorijah Sigmunda Freuda, je Breton videl nezavestnost kot vir domišljije. Gibanje še vedno nadaljuje svoj uspeh na vseh koncih Zemlje. Nadaljnji procesi in preiskave uma so do danes ustvarili nekaj najboljših del umetnosti.
»Nadrealizem ni pripomoček za novo ali laže izražanje, tudi ni metafizika poezije; 
je sredstvo za popolno osvoboditev duha
in vsega, kar mu je podobno.
Nadrealizem ni pesniška oblika.
Krik duha je, ki se obrača k sebi in je trdno odločen, da obupano stre stare okove,
pa čeprav s pravimi kladivi!«